# Knut Vikrot
Knut Olov Vikrot, född den 27 augusti 1897 i Liared, Skaraborgs län, Västergötland (senare Västra Götalands län), död den 22 maj 1958 i Lund, Malmöhus län, var en svensk röstpedagog och  lärare i talteknik och liturgisk läsning vid Lunds universitet.
Vikrot har gett ut boken "Rösten. Dess skolning och vård".